# Messor collingwoodi
Messor collingwoodi är en myrart som beskrevs av Bolton 1982. Messor collingwoodi ingår i släktet Messor och familjen myror. Inga underarter finns listade i Catalogue of Life.